# José Amet
 (mars 2017).
Pour les articles homonymes, voir Amet.
José Amet est un entraîneur et ancien joueur français de volley-ball, né le 20 juillet 1968 à Remiremont (Vosges). Il mesure 1,95 m et évoluait au poste de central.
Il est en fonction depuis 2007 au club de l'Avignon Volley-Ball en tant qu'entraîneur principal.
Il a fréquenté le bataillon de Joinville et connu plusieurs sélections en Équipe de France militaire de volley-ball.

## Palmarès

### Joueur
- Championnat de France
  - Vainqueur : 1999
- Coupe de France
  - Finaliste : 1997

### Entraîneur
- championnat de ligue B
  - Vainqueur : 2012